# アーガー・ハーン

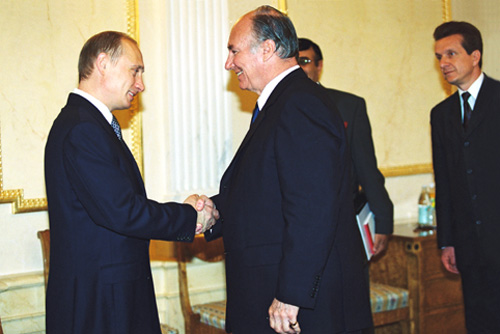
ロシア大統領ウラジーミル・プーチンと会談するアーガー・ハーン4世

アーガー・ハーン (ラテン文字: Aga Khan, Aqa Khan, Agha Khan、ペルシア語: آقا خان) はイスラム教・イスマーイール派の中の分派ニザール派のイマームに対して1818年より使用されている称号である。2025年現在アーガー・ハーンの称号を得ているのは第50代イマーム  (2025年-) のプリンス・シャー・ラヒーム・アル・フサイニー (アーガー・ハーン5世、1971年生) である。

## 由来

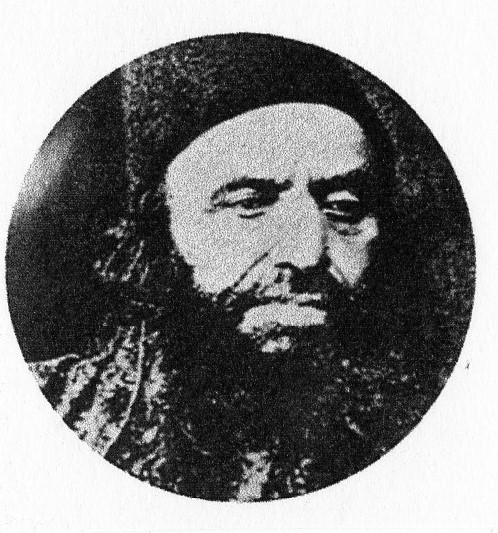
ハサン・アリー・シャー（アーガー・ハーン1世）

アーガー・ハーンの称号は「アーガー（agha）」と「ハーン（khan）」という単語から成り立つ。「アーガー」は「年長の男性」を意味し、「主人」あるいは「領主」のような意味を持つ。「ハーン」は、トルコ語・モンゴル語で「王」や「支配者」を意味する。

## 歴史
アーガー・ハーンという称号はもともと、ニザール派第46代イマーム (1817年-1881年) であったハサン・アリー・シャーに対して、ガージャール朝の王ファトフ・アリー・シャーが敬意を表して贈った称号であった。
第一次アフガン戦争 (1841年-1842年) の後半の時期、ハサン・アリー・シャーと直属の騎兵隊はカンダハール州においてウィリアム・ノットへの支援を行い、リチャード・イングランドがシンド州からノットに加勢する際の進軍に対しても救援を行った。
彼はインドの大英帝国政府代表から「プリンス」の称号を受け、イギリス領インド帝国から個人的な祝砲を受けた唯一の宗教的・ 地域的な指導者となった。
最初のアーガー・ハーンとなったハサン・アリー・シャーはアフガニスタンからシンド州を訪れ、彼の軍隊はシンド州のミール・ナシル・ハーンにより歓待を受けた。
1887年、インド総督を通して活動を行なっていたインド事務局長は公式に「アーガー・ハーン」という称号を認定した。

## 歴代アーガー・ハーン
1. アーガー・ハーン1世（英語版） — ハサン・アリー・シャー  (1800年-1881年), ニザール派第46代イマーム (1817年-1881年)
2. アーガー・ハーン2世（英語版） — アーガー・アリー・シャー  (1830年-1885年), ニザール派第47代イマーム (1881年4月12日-1885年)
3. アーガー・ハーン3世 — サー・スルターン・モハマド・シャー (1877年-1957年), ニザール派第48代イマーム (1885年8月17日-1957年)
4. アーガー・ハーン4世 — プリンス・シャー・カリーム・アル・フサイニー (1936年-2025年)、ニザール派第49代イマーム (1957年7月11日-2025年2月4日)
5. アーガー・ハーン5世 — プリンス・シャー・ラヒーム・アル・フサイニー (1971年生)、ニザール派第50代イマーム (2025年2月4日-)